# Накамура, Ходо
Ходо Накамура (яп. 中村 法道; род. 29 ноября 1950, Arie, Нагасаки) — японский государственный деятель, губернатор Нагасаки (2010—2022).

## Биография
Родился 29 ноября 1950 года в городе Минамисимабара, префектура Нагасаки, Япония. Учился в Университет Нагасаки.
За годы своей политической карьеры Накамура не являлся членом политических партий. В 2010 году он впервые был избран на должность губернатора префектуры Нагасаки, после чего дважды переизбирался в 2014 и 2018 годах. Вместе с мэром города Нагасаки Томихисой Тауэ Накамура направил протест президенту США Бараку Обаме в связи с первыми ядерными испытаниями.
В 2022 году Накамура вновь выдвинул свою кандидатуру на пост губернатора, но потерпел поражение на выборах.